# Tetragraf
Tetragraf – głoska zapisana czterema literami. Przykładem jest „dsch”, „tsch” oraz używany tylko w nazwach własnych „zsch” w ortografii języka niemieckiego.